# 35. inženirska brigada (ZDA)
35. inženirska brigada (izvirno angleško 35th Engineer Brigade) je bila inženirska brigada Kopenske vojske Združenih držav Amerike.